# Max Conze
Maximilian Conze (* 1969 in Bielefeld) ist ein deutscher Manager und ehemaliger Vorstandsvorsitzender (CEO) von Dyson und ProSiebenSat.1 Media.

## Biographie
Max Conze wurde 1969 in Bielefeld geboren. Er studierte Wirtschaftswissenschaft an der Columbus State University (Abbott Turner School of Business) in Georgia und war als Leutnant kurze Zeit Fallschirmjäger bei der Bundeswehr.
Zwischen 1993 und 2010 war Conze bei Procter & Gamble in verschiedenen Management- und Marketing-Positionen in Europa, den Vereinigten Staaten und in China tätig. In seinen letzten drei Jahren verantwortete er das Beauty-&-Grooming-Geschäft in den deutschsprachigen Ländern sowie die Entwicklung neuer Beauty-Kategorien.
Von 2011 bis 2017 leitete Conze das britische Unternehmen Dyson als CEO. Unter seiner Führung wurden zahlreiche neue Geschäftsfelder angeschoben, wobei sich zu seiner Amtszeit der Umsatz Dysons verdreifachte. Zugleich vergrößerte sich das Unternehmen von 2.500 auf 10.000 Mitarbeiter und dehnte sich auf 70 Länder aus.
Am 1. Juni 2018 trat Conze das Amt des Vorstandsvorsitzendes (CEO) bei ProSiebenSat.1 Media SE an. Aufgrund von mehreren Abschieden hochrangiger ProSiebenSat.1-Manager sowie der negativen Kritik seitens des stellvertretenden Vorstandsvorsitzenden Conrad Albert über Conzes Arbeitsweisen in einem Süddeutsche-Interview musste er mit sofortiger Wirkung am 26. März 2020 das Unternehmen verlassen. Albert wiederum verließ zum 30. April 2020 das Unternehmen.
Conze ist Vater von zwei Töchtern. In seiner Freizeit fährt er gerne Ski oder reitet.